# Linia kolejowa Appenweier – Strasbourg
Linia kolejowa Appenweier–Strasbourg – główna linia kolejowa łącząca francuską stację  w Strasburgu, z niemiecką linią Rheintalbahn oraz szybką koleją Karlsruhe-Bazylea (między stacjami Offenburg i Baden-Baden). Linia jest dwutorowa i w pełni zelektryfikowana.